# Пасош Уједињених Арапских Емирата
Пасош Уједињених Арапских Емирата је јавна путна исправа која се држављанину Уједињених Арапских Емирата издаје за путовање и боравак у иностранству, као и за повратак у земљу.
За време боравка у иностранству, путна исправа служи њеном имаоцу за доказивање идентитета и као доказ о држављанству. 
Пасош Уједињених Арапских Емирата се издаје за неограничен број путовања.
Малобројне су земље у које грађани Уједињених Арапских Емирата могу путовати вез визе.
Грађани Уједињених Арапских Емирата не могу да путују на територији Европске уније без визе.
Грађанима Уједињених Арапских Емирата није потребна виза за улазак у суседне државе.
Грађанима Уједињених Арапских Емирата одлуком Владе Србије од 9. октобра 2013 године није потребна виза за улазак у Републику Србију.

## Језици
Пасош је исписан енглеским и арапским језиком као и личне информације носиоца.

## Страница са идентификационим подацима
- Тип ('' за пасош)
- Код државе
- Серијски број пасоша
- Презиме и име носиоца пасоша
- Држављанство
- Датум рођења (ДД. ММ. ГГГГ)
- Пол ( за мушкарце или Ž / F за жене)
- Место и држава рођења
- Пребивалиште
- Издат од (назив полицијске управе која је издала документ)
- Датум издавања (ДД. ММ. ГГГГ)
- Датум истека (ДД. ММ. ГГГГ)
- Потпис и фотографију носиоца пасоша